# Kaštel Kambelovac
Kaštel Kambelovac je naselje na Hrvaškem, ki upravno spada pod mesto Kaštela; le-ta pa spada pod Splitsko-dalmatinsko županijo.

## Zgodovina
Začetki naselja Kaštel Kambelovac segajo v 16. stoletje, ko je tu na otočku splitska plemiška družina Cambi zgradila utrjen grad, ki je bil leta 1566 obnovljen. Do 19. stoletja, ko so z nasipavanjem otoček povezali s kopnim  
je bil grad pred vdori branjen z dvižnim mostom. Po tem obdobju je grad postopoma tudi izgubljal svojo obrambno funkcijo. danes stoji ob obali utrjena hiša bratov Cambi iz 16. stoletja, sredi naselja pa okrogel obrambni stolp in palača z renesančnim balkonom.

## Demografija
| Pregled števila prebivalcev po letih | Pregled števila prebivalcev po letih | Pregled števila prebivalcev po letih | Pregled števila prebivalcev po letih | Pregled števila prebivalcev po letih | Pregled števila prebivalcev po letih | Pregled števila prebivalcev po letih | Pregled števila prebivalcev po letih | Pregled števila prebivalcev po letih | Pregled števila prebivalcev po letih | Pregled števila prebivalcev po letih | Pregled števila prebivalcev po letih | Pregled števila prebivalcev po letih | Pregled števila prebivalcev po letih | Pregled števila prebivalcev po letih |
| ------------------------------------ | ------------------------------------ | ------------------------------------ | ------------------------------------ | ------------------------------------ | ------------------------------------ | ------------------------------------ | ------------------------------------ | ------------------------------------ | ------------------------------------ | ------------------------------------ | ------------------------------------ | ------------------------------------ | ------------------------------------ | ------------------------------------ |
| 1857                                 | 1869                                 | 1880                                 | 1890                                 | 1900                                 | 1910                                 | 1921                                 | 1931                                 | 1948                                 | 1953                                 | 1961                                 | 1971                                 | 1981                                 | 1991                                 | 2001                                 |
| 588                                  | 733                                  | 769                                  | 870                                  | 911                                  | 941                                  | 992                                  | 1080                                 | 1309                                 | 1155                                 | 1441                                 | 2336                                 | 3330                                 | 4054                                 | 4505                                 |